# ファインディング・ネバーランド (ミュージカル)
『ファインディング・ネバーランド』（Finding Neverland ）は、スコット・フランケルおよびマイケル・コリーの作詞作曲、ジェイムス・グラハムの脚本によるオリジナル・ミュージカル。1998年のアラン・ニーによる戯曲『The Man Who Was Peter Pan 』およびその映画化で2004年の『ネバーランド』に着想を得ている。2012年、イングランドのレスターにあるカーヴ・シアターでワールド・プレミアが行なわれ、2014年、アメリカ合衆国マサチューセッツ州ケンブリッジのアメリカン・レパートリー・シアターにて改訂版ワールド・プレミアが行なわれた。ケンブリッジ公演終了後の2015年3月、ブロードウェイに移行し上演された。
2016年8月21日、17ヶ月におよぶブロードウェイ公演が閉幕し、10月に全米ツアー公演が開幕した。

## 背景
2011年2月6日、カリフォルニア州のラホヤ・プレイハウスはアラン・ニーの脚本、スコット・フランケルの作曲、マイケル・コリーの作詞、ロブ・アシュフォードの演出および振付により映画『ネバーランド』のミュージカル舞台化のワールド・プレミアを行なうことを発表した。しかしラホヤ・プレイハウスによる舞台化は実現しなかった。3月31日、ニューヨークにてアシュフォード演出によりジュリアン・オヴェンデン、ケリー・オハラ、トニー・ロバーツ、メアリー・ベス・ペイル、マイケル・クラムスティ、メレディス・パターソンが参加し読み合わせが行なわれた。2012年9月22日、レスターにあるカーヴ・シアターにて開幕した。ロブ・アシュフォードが演出を務め、ジュリアン・オヴェンデンがジェームス・マシュー・バリー役、ウエスト・エンド女優ロザリー・クレイグがシルヴィア・ルウェリン・デイヴィス役を演じた。
2013年9月4日、プロデューサーのハーヴェイ・ワインスタインがバリー・ワイスラーをエグゼクティヴ・プロデューサーとして起用したことが発表された。2014年のマサチューセッツ州ケンブリッジのアメリカン・レパートリー・シアターによる改訂版の上演が計画された。改訂版ではダイアン・パウラスが演出、ジェイムス・グラハムが脚本を担当し、オリジナルの曲に加えてゲイリー・バーロウおよびエリオット・ケネディが22曲を作曲することとなった。2013年9月、ブライアン・ダーシー・ジェイムスがジェームス役、ジェイソン・アレクサンダーがチャールズ・フローマン役で読み合わせが行なわれた。2014年2月27日、マシュー・モリソンがジェームス役で、より深い読み合わせが3月に行なわれることが発表された。

## プロダクション
2014年7月23日から9月28日、アメリカン・レパートリー・シアターにより改訂版が上演された。アイヴァー・ノヴェロ賞6回受賞のゲイリー・バーロウおよびエリオット・ケネディが作曲、ジェイムス・グラハムが脚本、ミア・マイケルズが振付、アメリカン・レパートリー・シアターの芸術監督ダイアン・パウラスが演出を担当した。2014年6月2日、全ての出演者およびスタッフが発表された。ジェレミー・ジョーダンがバリー役、ローラ・ミシェル・ケリーがシルヴィア・ルウェリン・デイヴィス役、マイケル・マガースがチャールズ・フローマン役、キャロリー・カーメロがデュ・モーリエ夫人役、ジェンナ・デウォールがメアリー・バリー役、エイデン・ジェムがピーター役、アレックス・ドレイヤーがマイケル役、ソウヤー・ヌンズがジョージ役、ヘイデン・サイノレティがジャック役に配役された。当初チャールズ役にはロジャー・バートが配役されていたが、マイケル・マガースに変更となった。
2014年6月8日、第68回トニー賞において、ジェニファー・ハドソンが楽曲『"Neverland" 』を歌ったのが、この作品の楽曲における初披露となった。
2015年3月、ダイアン・パウラス演出のアメリカン・レパートリー・シアターのプロダクションはブロードウェイにあるラント・フォンテイン・シアターに移行した。2014年11月10日、ブロードウェイ・プロダクションではジェレミー・ジョーダンではなくマシュー・モリソンがバリー役を演じることが発表された。ケルシー・グラマーがチャールズ役、ローラ・ミシェル・ケリーが再びシルヴィア役に配役された。2015年3月15日、プレビュー公演が、4月15日、本公演が開幕した。2016年8月21日、ブロードウェイ・プロダクションは565回上演ののち閉幕した。
2016年初頭、2017年にアルフィー・ボーがジェームス役でロンドン公演が開幕されることが発表された。2016年5月15日、Ant & Dec 司会によるエリザベス女王90歳の誕生祝賀会においてゲイリー・バーロウが使用楽曲『"Something About This Night" 』を演奏し、キャサリン・ジェンキンスとシャーリー・バッシーが参加した。
2016年10月7日、ニューヨーク州バッファローにおいて全米ツアーのプレビュー公演が開幕し、10月11日に正式に開幕した。ダイアン・パウラスが演出し、ケヴィン・カーンがジェームス役、クリスティン・ドワイヤーがシルヴィア役、トム・ヒューイットがチャールズ/フック船長役に配役された。

### 日本での上演

#### 来日公演
2017年9月8日から24日、東急シアターオーブにて来日公演が行なわれた。ビリー・タイがジェームス役、クリスティン・ドワイヤーがシルヴィア役、ジョン・デイヴィッドソンがチャールズ/フック船長役を演じた。

#### 日本プロダクション
2019年、石丸幹二主演での上演が予定されていたが、権利関係の都合上キャンセルとなった。
2023年、山崎育三郎の主演で上演されることが発表された。

## 登場人物
- ジェームス・マシュー・バリー: スコットランド出身で、子供の心を持った脚本家でピーター・パンの作者。
- シルヴィア・ルウェリン・デイヴィス: ジェームスがピーター・パンを考案するきっかけとなった4人の子供の母親。
- メアリー・アンセル・バリー: ジェームスのあまり幸せでない妻。
- デュ・モーリエ夫人: ジェームスを見下す、シルヴィアの厳格な母。
- チャールズ・フローマン: ジェームスの友人で、ジェームスが脚本を執筆するアクティング・カンパニーの演出家およびプロデューサー。
- フック船長: 『ピーター・パン』に登場する古典的な悪役。彼の幻を見てバリーは脚本に悪役を追加することを思い付いた。チャールズ役の俳優が演じる。
- ピーター・ルウェリン・デイヴィス: シルヴィアの息子の1人。読書好きでジェームスと強い絆で結ばれる。
- マイケル・ルウェリン・デイヴィス: シルヴィアの息子の1人。
- ジャック・ルウェリン・デイヴィス: シルヴィアの息子の1人。.
- ジョージ・ルウェリン・デイヴィス: シルヴィアの息子の1人。
- カナン卿: フローマンが共同プロデューサーになってほしいと願う裕福で横柄な男性で、メアリーと関係を持つ。
- クロマー氏: 気難しいが皆に好かれる劇団員。『ピーター・パン』においてマイケル役を演じる。
- ヘンショウ氏: 虚栄心が強いながらもフレンドリーな劇団員。『ピーター・パン』においてナナ役を演じる。
- エリオット: フローマンの熱心なアシスタント。.
- ミス・バセット: 劇団員。『ピーター・パン』において二ブス役を演じる。
- ミス・ジョーンズ: 劇団員。『ピーター・パン』においてトゥートルズ役を演じる。
- トゥリン氏: 劇団員。『ピーター・パン』においてフック船長役を演じる。
- ピーター・パン: 劇中劇の主役。終盤でシルヴィアをネバーランドに連れて行く。
- ウェンディ(劇中劇): ダーリング家の長女。
- アルバート: メアリーの執事。
- エミリー: メアリーのメイド長
- ポルトス: ジェームスの犬。
- ほか、劇団員、使用人、ロンドン市民、海賊、インディアン、迷子、など

## 出演者
| 役名                               | オリジナル・レスター・キャスト 2012                                               | オリジナル・アメリカン・レパートリー・シアター・キャスト 2014 | オリジナル・ブロードウェイ・キャスト 2015                                        | 全米ツアー・キャスト 2016 |
| ---------------------------------- | --------------------------------------------------------------------------------- | ------------------------------------------------------------- | -------------------------------------------------------------------------------- | --- |
| ジェームス・マシュー・バリー       | ジュリアン・オヴェンデン                                                          | ジェレミー・ジョーダン                                        | マシュー・モリソン                                                               | ケヴィン・カーン ビリー・ハリガン・タイ ウィル・レイ |
| シルヴィア・ルウェリン・デイヴィス | ロザリー・クレイグ                                                                | ローラ・ミシェル・ケリー                                      | ローラ・ミシェル・ケリー                                                         | クリスティン・ドワイヤー Lael Van Keuren |
| チャールズ・フローマン/フック船長  | オリヴァー・ブート                                                                | マイケル・マグラス                                            | ケルシー・グラマー                                                               | トム・ヒューイット ジョン・デイヴィッドソン |
| メアリー・バリー                   | クレア・フォスター                                                                | ジェンナ・デウォール                                          | ティール・ウィックス                                                             | クリスタル・ケロッグ クリスティン・リース ジャニン・ディヴィータ |
| マイケル・ルウェリン・デイヴィス   | ウォラル・コートニー ジョン・ジョー・フリン モーガン・ヒース ジャミソン・ヒューズ | アレックス・ドライヤー                                        | アレックス・ドライヤー ヘイデン・シニョレッティ ノア・ハインズデイル             | ジョーダン・コール ミッチェル・レイ タイラー・ペイトリック・ヘネシー ターナー・バーシセル ワイアット・サーバスト ブルックス・ハミルトン                                           |
| ジャック・ルウェリン・デイヴィス   | コナー・フィッツジェラルド ハリソン・スレイター ギャレット・テナント              | ヘイデン・シグノレティ                                        | ヘイデン・シグノレティ クリストファー・ポール・リチャーズ アレックス・ドライヤー | ミッチェル・レイ イーライ・トカシュ タイラー・ペイトリック・ヘネシー コリン・ウィーラー ターナー・バーシセル ワイアット・サーバス バーグマン・フリードマン ブルックス・ハミルトン |
| ジョージ・ルウェリン・デイヴィス   | コナー・フィリップス ジョシュ・スウィニー コリー・ウィックンデン                  | ソイヤー・ヌンズ                                              | ソイヤー・ヌンズ クリストファー・ポール・リチャーズ ジャクソン・デモット・ヒル   | フィン・フォルコナー ベン・クリーガー イーライ・トカシュ コリン・ウィーラー バーグマン・フリードマン コナー・ケイシー                                                             |
| ピーター・ルウェリン・デイヴィス   | セオ・フュエル ルーク・ジェイムス ヘイリー・フォルデン                            | エイデン・ジェム                                              | エイデン・ジェム クリストファー・ポール・リチャーズ ジャクソン・デモット・ヒル   | ベン・クリーガー ミッチェル・レイ イーライ・トカシュ コリン・ウィーラー ターナー・バーシセル コナー・ケイシー                                                                     |
| デュ・モーリエ夫人                 | リズ・ロバートソン                                                                | キャロリー・カーメロ                                          | キャロリー・カーメロ                                                             | ジョアナ・グルシャク カレン・マーフィ |
| ジョーンズ夫人                     | N/A                                                                               | コートニー・バラン                                            | コートニー・バラン                                                               | ラエル・ヴァン・キューレン |
| フック船長(ダブル)                 | マット・ウィルマン                                                                | ロリー・ドノヴァン                                            | ロリー・ドノヴァン                                                               | キャメロン・ボンド |
| バセット夫人                       | N/A                                                                               | ゲレン・ギリランド                                            | ジェシカ・ヴォスク                                                               | ヴィクトリア・ハストン・エルム |
| クロマー氏                         | N/A                                                                               | ジョシュ・ラモン                                              | ジョシュ・ラモン                                                                 | マット・ウォルプ |
| ピーター・パン                     | ミシェル・フランシス                                                              | メラニー・ムーア                                              | メラニー・ムーア                                                                 | ディ・トマセタ |
| エリオット                         | N/A                                                                               | スチュアート・ニール                                          | クリス・ドワン                                                                   | トーマス・ミラー |
| ウェンディ                         | N/A                                                                               | エマ・フェフル                                                | エマ・フェフル                                                                   | エイドリアン・チュウ |
| ケナン卿†                          | エドワード・ルイス・フレンチ                                                      | タイレイ・ロス                                                | タイレイ・ロス                                                                   | ノア・プロムグレン |
| ヘンショウ氏                       | N/A                                                                               | ポール・スレイド・スミス                                      | ポール・スレイド・スミス                                                         | ドウェルヴァン・デイヴィッド |

特記事項:
- レスリー・プロダクションにおいて、ケナン卿はグリフィン卿、チャールズ・ブロウントはマキシミリアン・ブラントと改名された。P・G・ウッドハウス(ノーマン・ボウマン)、マーメイド(アシュリー・ヘイル)、シェーラザード(フランキー・ジェナ)、母(ジュリア・ジャップ)、アーサー・コナン・ドイル(マーティン・レドウィス)、サリー(ゾーイ・レイニー)、GKチェステロン(ゲイリー・ワトソン)、ジェローム・K・ジェローム(スティーブン・ウェブ)、デイヴィッド(ジェイムス・スカダモア)はカットされた。

### ブロードウェイ公演における著名な代役
- チャールズ・フローマン/フック船長: アンソニー・ウォーロウ[27][28]、テレンス・マン[29]、ケルシー・グラマー[30][31][32]、マーク・カディシュ[33]
- J・M・バリー: トニー・ヤズベック[34][35]、アルフィー・ボー[36]
- デュ・モーリエ夫人: サンディ・ダンカン[37][38]、サリー・アン・トリプレット[36]

## 使用楽曲

### アメリカン・レパートリー・シアター
| 第1幕 - "Anywhere But Here" – ジェームス - "Better" – チャールズ、ジェームス、劇団員 - "Rearranging the Furniture" – メアリー、使用人たち - "Believe" – ジェームス、シルヴィア、息子たち、アンサンブル - "All That Matters" – シルヴィア、デュ・モーリエ夫人 - "We Own the Night (The Dinner Party)" – メアリー、デュ・モーリエ夫人、カナン卿、チャールズ、シルヴィア、ジェームス、息子たち、使用人たち - "Sylvia's Lullaby" – シルヴィア - "Neverland" – ジェームス - "Circus of Your Mind" – チャールズ、メアリー、デュ・モーリエ夫人、アンサンブル - "Hook" – フック船長、ジェームス、海賊たち - "Stronger" – ジェームス、フック船長、海賊たち、アンサンブル | 第2幕 - "The World is Upside Down" – ジェームス、チャールズ、劇団員 - "Play" – チャールズ、シルヴィア、劇団員 - "What You Mean to Me" – ジェームス、シルヴィア - "We're All Made of Stars" – 息子たち - "When Your Feet Don't Touch the Ground" – ジェームス、ピーター - "Something About This Night" – チャールズ、劇団員、ジェームス、ピーター - "Neverland" (Reprise) – ジェームス、シルヴィア、デュ・モーリエ夫人、息子たち、劇団員 - "Finale (All That Matters)" – デュ・モーリエ夫人、ジェームス、アンサンブル |

### ブロードウェイ
| 第1幕 - "If the World Turned Upside Down" – ジェームス - "All of London is Here Tonight" – チャールズ、ジェームス、メアリー、カンパニー - "The Pirates of Kensington" – ジョージ、ジャック、マイケル、ピーター - "Believe" – ジェームス、シルヴィア、息子たち、アンサンブル - "The Dinner Party" – メアリー、デュ・モーリエ夫人、カナン卿、チャールズ、ジェームス、シルヴィア、息子たち、使用人たち - "We Own the Night" – メアリー、デュ・モーリエ夫人、カナン卿、チャールズ、シルヴィア、ジェームス、息子たち、使用人たち - "All That Matters" – シルヴィア - "The Pirates of Kensington" (Reprise) – ジョージ、ピーター、ジャック、マイケル - "Sylvia's Lullaby" – シルヴィア - "Neverland" – ジェームス、シルヴィア - "Circus of Your Mind" – チャールズ、メアリー、デュ・モーリエ夫人、アンサンブル - "Live by the Hook" – フック船長、ジェームス、海賊たち - "Stronger" – ジェームス、フック船長、海賊たち、アンサンブル | 第2幕 - "The World is Upside Down" – ジェームス、チャールズ、劇団員 - "What You Mean to Me" – ジェームス、シルヴィア - "Play" – チャールズ、シルヴィア、クロマー、ヘンショウ、ミス・バセット、ミス・ジョーンズ、チャールズ、劇団員 - "We're All Made of Stars" – 息子たち - "When Your Feet Don't Touch the Ground" – ジェームス、ピーター - "Something About This Night" – チャールズ、劇団員、ジェームス、ピーター - "Neverland" (Reprise) – ジェームス、シルヴィア、デュ・モーリエ夫人、息子たち、劇団員 - "Finale (When Your Feet Don't Touch the Ground)" – デュ・モーリエ夫人、ジェームス、アンサンブル |

### 全米ツアー公演
| 第1幕 - "Welcome to London" - ロンドン観光客 - "My Imagination" - ジェームス - "Believe" – ジェームス、シルヴィア、息子たち、アンサンブル - "The Dinner Party" – メアリー、デュ・モーリエ夫人、カナン卿、チャールズ、シルヴィア、チャールズ、息子たち、使用人たち - "We Own the Night" – メアリー、デュ・モーリエ夫人、カナン卿、チャールズ、シルヴィア、チャールズ、息子たち、使用人たち - "All That Matters" – シルヴィア - "We Own the Night" (Reprise) – ジョージ、ピーター、ジャック、マイケル - "Sylvia's Lullaby" – シルヴィア - "Neverland" – ジェームス、シルヴィア - "Circus of Your Mind" (Part 1) - チャールズ - "Circus of Your Mind" (Part 2) - メアリー - "Circus of Your Mind" (Part 3) - デュ・モーリエ夫人 - "Circus of Your Mind" (Part 4) – チャールズ、メアリー、デュ・モーリエ夫人、アンサンブル - "Stronger" (Part 1) – ジェームス、フック船長、アンサンブル - "Live by the Hook" – フック船長、ジェームス、海賊たち、アンサンブル - "Stronger" (Part 2) – ジェームス、フック船長、海賊たち、アンサンブル | 第2幕 - "The World is Upside Down" – ジェームス、チャールズ、劇団員 - "What You Mean to Me" – ジェームス、シルヴィア - "Play" – チャールズ、シルヴィア、ミス・クロマー、ヘンショウ、ジェームス、劇団員 - "We're All Made of Stars" – 息子たち - "When Your Feet Don't Touch the Ground" – ジェームス、ピーター - "Something About This Night" (Part 1) – チャールズ、劇団員、ジェームス、ピーター - "Something About This Night" (Part 2) – チャールズ、劇団員、ジェームス、ピーター - "Neverland" (Reprise) – ジェームス、シルヴィア、デュ・モーリエ夫人、息子たち、劇団員 - "Finale (Believe)" – デュ・モーリエ夫人、ジェームス、息子たち、アンサンブル |

## 受賞歴

### オリジナル・ブロードウェイ・プロダクション
| 年   | 賞                       | 部門                           | ノミネート者                   | 結果       |
| ---- | ------------------------ | ------------------------------ | ------------------------------ | ---------- |
| 2015 | ドラマ・デスク・アワード | ミュージカル主演男優賞         | マシュー・モリソン             | ノミネート |
| 2015 | ドラマ・デスク・アワード | ミュージカル助演女優賞         | カロリー・カーメロ             | ノミネート |
| 2015 | ドラマ・リーグ・アワード | ミュージカル・プロダクション賞 | ミュージカル・プロダクション賞 | ノミネート |
| 2015 | ドラマ・リーグ・アワード | 演技賞                         | マシュー・モリソン             | ノミネート |
| 2015 | ドラマ・リーグ・アワード | 演技賞                         | ケルシー・グラマー             | ノミネート |
| 2015 | アステア賞               | 振付賞                         | ミア・マイケルズ               | ノミネート |
| 2015 | アステア賞               | ブロードウェイ女性ダンサー賞   | メラニー・ムーア               | ノミネート |